# Curtiss C-46 Commando
Curtiss C-46 Commando byl americký dvoumotorový letoun, který byl užíván ve vojenském letectvu od 2. světové války. Původně se mělo jednat o civilní dopravní letoun pro 36 cestujících, ovšem po vstupu USA do bojů 2. světové války bylo zřejmé, že letoun potřebuje armáda, a tak byl vyráběn výhradně pro vojenské účely.

## Vznik a vývoj
Firma Curtiss začala vývoj nového moderního dopravního letounu v roce 1935 pod označením CW-20T. První prototyp (NX 19436) vzlétl až 26. března 1940 pilotován Edmundem T. „Eddie“ Allenem, ještě bez původně plánované přetlakové kabiny. První CW-20T poháněla dvojice dvouhvězdicových motorů Wright R-2600B Cyclone o výkonu po 1250 kW. Během testů byly jeho dvojité SOP překonstruovány na jednoduché a označení se změnilo na CW-20A. Prototyp v červnu 1941 koupilo armádní letectvo, kde létal jako XC-55. Po zkouškách byl vrácen mateřské továrně, která stroj prodala letecké společnosti BOAC (imatrikulace G-AGDI, „St. Louis“). Prototyp zde létal do října 1943, kdy byl sešrotován.
V červenci 1940 armádní letectvo objednalo sérii 46 kusů označených C-46 později pojmenovaných Commando. Nejrozšířenější variantou se stala verze C-46A s vyztuženou podlahou, dvoukřídlými vraty a nosností až 6800 kg. Další verze ze sériové produkce obdržely označení C-46D, F a G, v USMC dostal označení R5C-1. Sériové C-46 poháněly motory Pratt & Whitney R-2800 Double Wasp různých verzí se čtyřlistými vrtulemi. Od pilotů si vysloužil přezdívku „The Whale“ (velryba).

## Nasazení
Letoun získal svoji slávu zejména při podpůrných transportech přes Himálaj v trojúhelníku Čína – Barma – Indie, v Evropě se proslavil při výsadkových operacích. Stroj mohl vléct v závěsu až čtyři transportní kluzáky. Po skončení druhé světové války jeho služba ještě zdaleka nekončila, účastnil se první arabsko-izraelské války, korejské války i války ve Vietnamu. Několik letounů přežilo až do dnešní doby.

## Specifikace (C-46A)
Údaje podle

### Technické údaje
- Osádka: 4
- Rozpětí: 32,91 m
- Délka: 23,26 m
- Výška: 6,62 m
- Nosná plocha: 126,34 m²
- Hmotnost prázdného letounu: 13 608 kg
- Maximální vzletová hmotnost: 20 412 kg
- Pohonná jednotka: 2 × dvouhvězdicový motor Pratt & Whitney R-2800-51 Double Wasp
- Výkon motoru: 2000 hp (1491 kW)

### Výkony
- Maximální rychlost: 435 km/h
- Cestovní rychlost: 278 km/h
- Stoupavost u země: 7,4 m/s
- Dostup: 7470 m
- Dolet: 5069 km